# داربید علیا
داربید علیا، روستایی از توابع بخش فیروزآباد شهرستان سلسله در استان لرستان ایران است. زبان مردم این روستا لکی است.

## جمعیت
این روستا در دهستان قلائی قرار دارد و بر اساس سرشماری مرکز آمار ایران در سال ۱۳۹۵، جمعیت آن ۲۷۵ نفر بوده که ۱۳۴ نفر مرد و ۱۴۱ نفر زن بوده اند. روستای داربید علیا دارای ۶۹ خانوار می باشد.